# Dödens fält

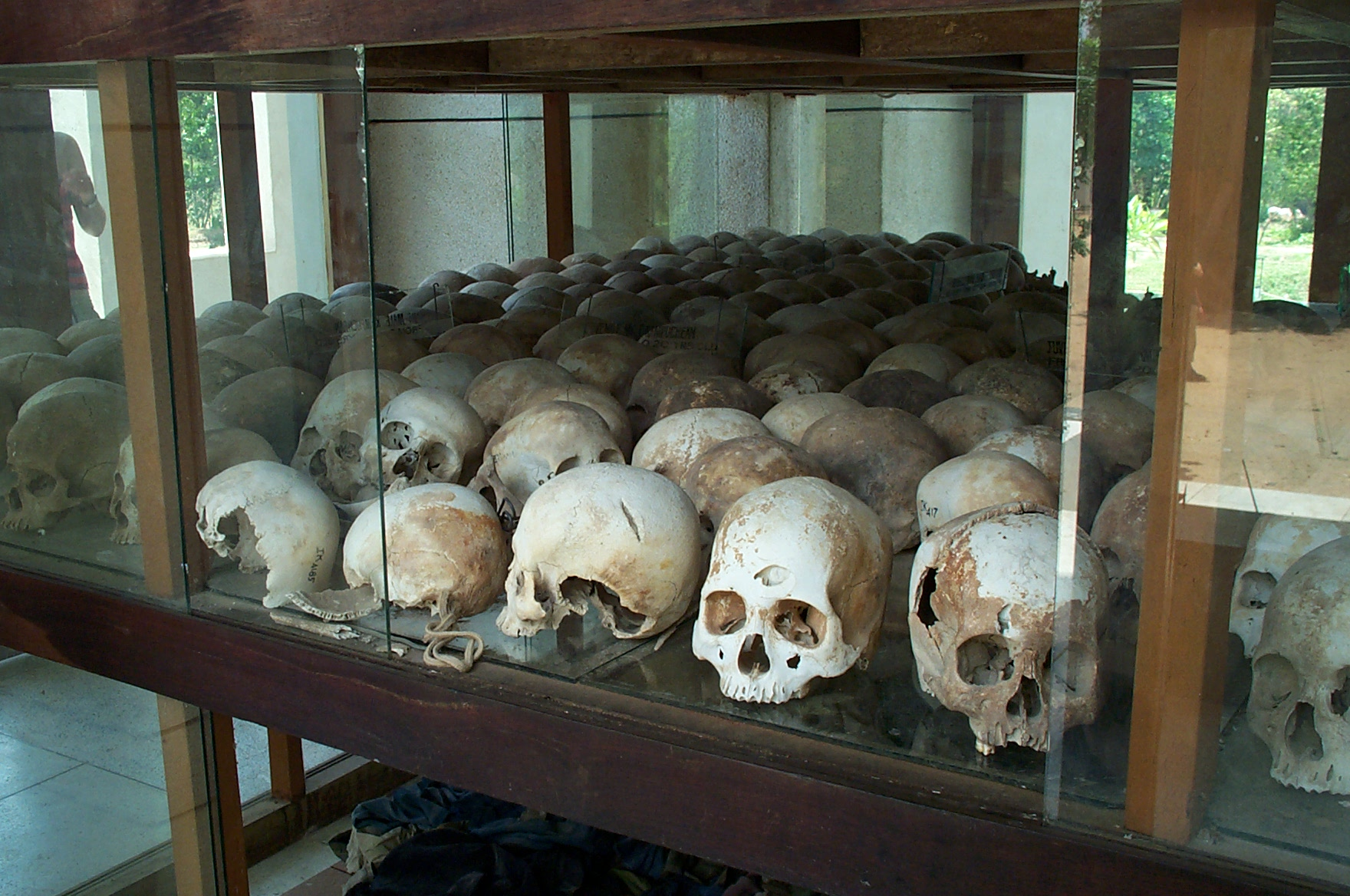
Dödskallar från Dödens fält.

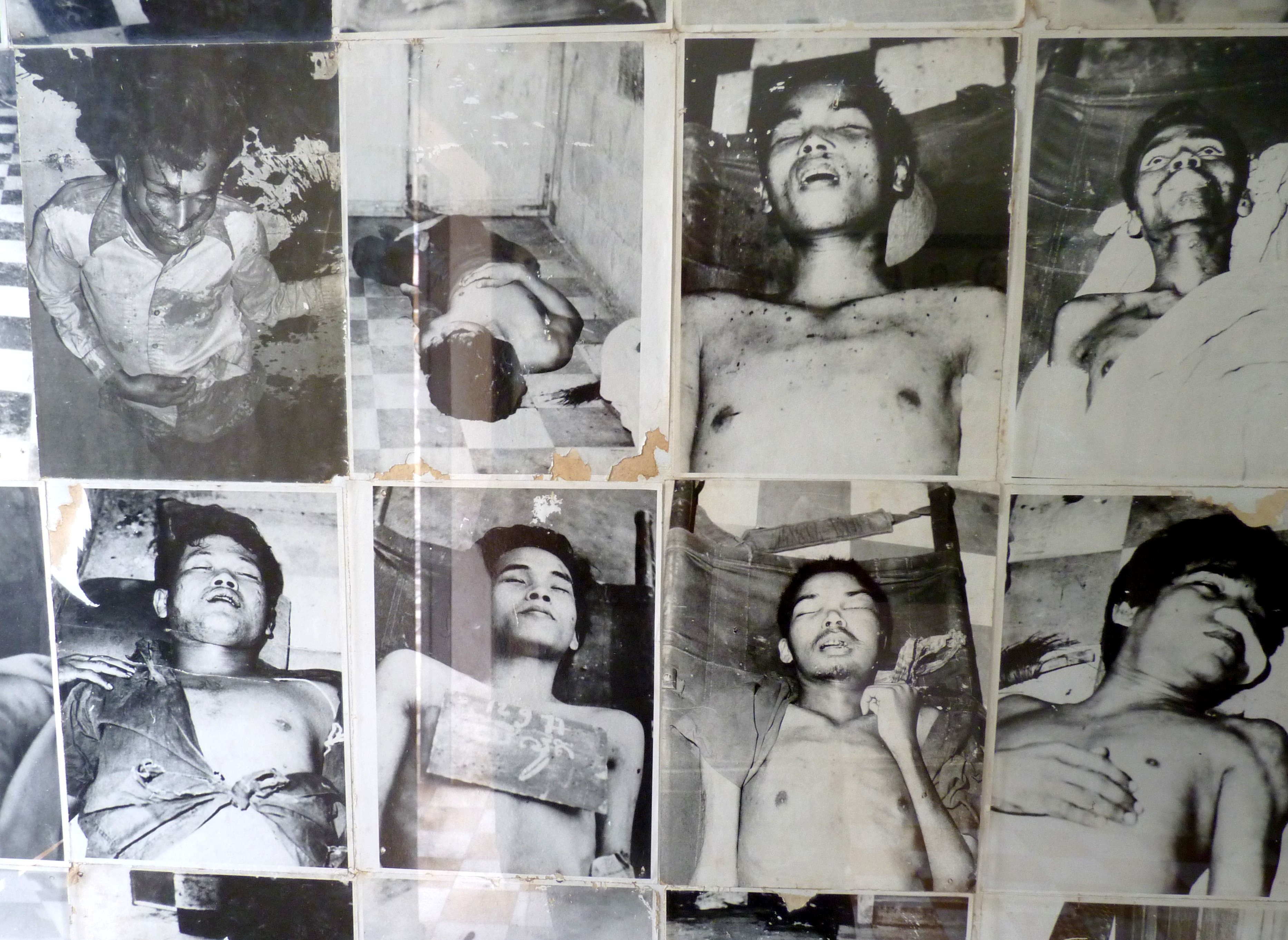
Fotografier från det ökända fängelset S-21 Tuol Sleng, där tusentals torterades avrättades av Röda khmererna.

Dödens fält är en benämning på flera platser i Kambodja där Röda khmerernas regim under Pol Pot mördade och begravde mellan 1,5 och 3 miljoner människor mellan åren 1975 och 1979. Offren torterades på olika sätt innan de slogs ihjäl och begravdes i massgravar.
Filmen Dödens fält (engelsk originaltitel: The Killing Fields) från 1984 bygger på den kambodjanske journalisten Dith Prans upplevelser. Dith Pran spelades av Haing S. Ngor som själv överlevt Röda khmerernas terror.